# Église luthérienne de Venise
L’Église luthérienne de Venise, en italien : chiesa luterana di Venezia, est située depuis 1813 dans la Scuola dell'Angelo Custode. Elle est située près du ponte du Rialto dans le quartier Cannaregio à Venise. La paroisse est membre de l'Église évangélique luthérienne d'Italie. 

## Histoire
Une communauté protestante est fondée à la Renaissance, sous l'impulsion du secrétaire de l’ambassade d‘Angleterre à Venise, Baldassare Altieri, à qui le réformateur Martin Luther adresse une lettre en 1542. En 1525 l’imprimeur Aristotele Rossi publie une anthologie d’écrits de Luther en italien et en 1530 est imprimée à Venise la traduction en italien du Nouveau Testament par le protestant florentin Bruccioli, suivie en 1532 de toute la Bible. En 1567, le chef de la communauté, Teofile Panarelli di Monopoli est jugé puis expulsé à Rome où il meurt en martyr,.
En 1695, les négociants allemands obtiennent le droit de célébrer un culte luthérien dans la chapelle de la Fondaco dei Tedeschi, bureau, résidence et lieu de dépôt de marchandises face au pont du Rialto. Ils inaugurent un cimetière en 1684 au Lido. 
Pendant l'occupation française par Napoléon Ier la liberté de culte est proclamée, pour les juifs (qui sortent du Ghetto) comme pour les protestants. La communauté cherche un nouveau lieu de culte et rachète la Scuola dell'Angerlo Custode en 1813,. Ce bâtiment avait été élevé en 1713 par la Confraternita dell’Angelo Custode, sur les plans de l'architecte Andrea Tirali.
En 1719, la communauté allemande avait ouvert un nouveau cimetière sur île San Cristoforo della Pace. Sur ordre de Napoléon, cette île est aménagée avec celle adjacente de San Michele pour créer le cimetière San Michele de Venise. Le carré évangélique est inauguré en 1895.
En 2015 est célébré les 500 ans de la Réforme protestante avec une célébration œcuménique le jour de Noël, avec la participation du Patriarche de Venise, le cardinal Francesco Moraglia, les représentants des Églises orthodoxes de l'Archidiocèse et l'église vaudoise (réformée) de Venise, laquelle est située dans le quartier Castello,. 
Le pasteur Johannes M. Ruschke réside à Abano Terme, à côté de Padoue, et anime également des cultes dans la chapelle Saint-Joseph, à gauche de l'église du Sacré-Cœur de Abano Terme.

## Description
Un ange en marbre du sculpteur allemand Heinrich Meyring décore une niche du premier étage.
À l’intérieur se trouve un portrait de Luther par Cranach.